# Hypocometa benguetana
Hypocometa benguetana är en fjärilsart som beskrevs av Schultze 1910. Hypocometa benguetana ingår i släktet Hypocometa och familjen mätare. Inga underarter finns listade i Catalogue of Life.